# Thiotimoline vers les étoiles
Thiotimoline vers les étoiles (titre original : Thiotimolin to the Stars) est une nouvelle de science-fiction d'Isaac Asimov, parue en 1972 et publiée en France dans le recueil Cher Jupiter en 1977.
C'est la quatrième nouvelle d'Asimov qui fait appel aux propriétés endochroniques de la thiotimoline, après Les Propriétés endochroniques de la thiotimoline resublimée (1948), L'Application micropsychiatrique de la thiotimoline (1953) et La Thiotimoline et l'Âge spatial (1969).

## Résumé
L'amiral Vernon accueille la 22e promotion de l'Académie Astronautique. Comme à son habitude, il développe le discours suivant, au grand ennui des lieutenants Peet et Prohorov :
- La thiotimoline a été découverte vers 1948 par un certain "Azimuth" ou "Asymptote".
- Cette molécule a la propriété de s'étendre dans le futur et le passé, et ainsi de se trouver attirée par l'eau avant même qu'on ne l'y dissolve.
- Lorsqu'on intègre un composé de la thiotimoline dans un vaisseau spatial, cette force de déplacement temporel peut être utilisée pour contrebalancer le paradoxe de Langevin et ainsi permettre un voyage spatial ultra-rapide, confortable, et sans décalage temporel notable avec la Terre.
- Le rôle d'un bon pilote est de régler cet effet pour obtenir un décalage inférieur à une minute lors du retour sur Terre. Cela pour des raisons psychologiques, et aussi parce que si, par erreur, l'on va trop loin dans le passé, le vaisseau ne pourra pas être réapprovisionné en thiotimoline et y restera bloqué. L'amiral insiste lourdement sur la qualité du pilotage de ses élèves, qui fait son orgueil.
- En fait, révèle-t-il, la salle de conférences tout entière est à l'intérieur d'un vaisseau, qui a fait le tour du système solaire sans aucune sensation d'accélération et va revenir à la minute près au spatioport de Lincoln ! Quel exploit technique et humain, n'est-ce pas ? Quelle fierté pour lui !

L'amiral enjoint alors le lieutenant Prohorov d'aller surveiller la manœuvre. Prohorov s'exécute... et revient annoncer que le terrain d'atterrissage n'est pas là, mais qu'il y a des milliers d'"Indiens" aux alentours. Consterné de cette impardonnable erreur, et certain que le navire a échoué avant 1900, l'amiral s'évanouit !
Prohorov ravi de sa blague rassure alors Peet et l'auditoire en précisant sarcastiquement qu'il n'y a pas eu d'erreur temporelle, juste une erreur spatiale, car les "Indiens" en question sont... la population de Calcutta, où s'est posé le vaisseau.